# Geneva (Geòrgia)
Geneva és una població dels Estats Units a l'estat de Geòrgia. Segons el cens del 2000 tenia 114 habitants.

## Demografia
Segons el cens del 2000, Geneva tenia 114 habitants, 52 habitatges, i 34 famílies. La densitat de població era de 55,7 habitants/km².
Dels 52 habitatges en un 23,1% hi vivien nens de menys de 18 anys, en un 50% hi vivien parelles casades, en un 7,7% dones solteres, i en un 34,6% no eren unitats familiars. En el 28,8% dels habitatges hi vivien persones soles el 13,5% de les quals corresponia a persones de 65 anys o més que vivien soles. El nombre mitjà de persones vivint en cada habitatge era de 2,19 i el nombre mitjà de persones que vivien en cada família era de 2,74.
Per edats la població es repartia de la següent manera: un 16,7% tenia menys de 18 anys, un 7% entre 18 i 24, un 29,8% entre 25 i 44, un 31,6% de 45 a 60 i un 14,9% 65 anys o més.
L'edat mediana era de 44 anys. Per cada 100 dones de 18 o més anys hi havia 106,5 homes.
La renda mediana per habitatge era de 18.750 $ i la renda mediana per família de 27.750 $. Els homes tenien una renda mediana de 13.750 $ mentre que les dones 18.125 $. La renda per capita de la població era de 14.839 $. Cap de les famílies i el 14,9% de la població estaven per davall del llindar de pobresa.

## Poblacions més properes
El següent diagrama mostra les poblacions més properes.